# Sauropus spatulifolius
Sauropus spatulifolius är en emblikaväxtart som beskrevs av Lucien Beille. Sauropus spatulifolius ingår i släktet Sauropus och familjen emblikaväxter. Inga underarter finns listade i Catalogue of Life.

## Bildgalleri

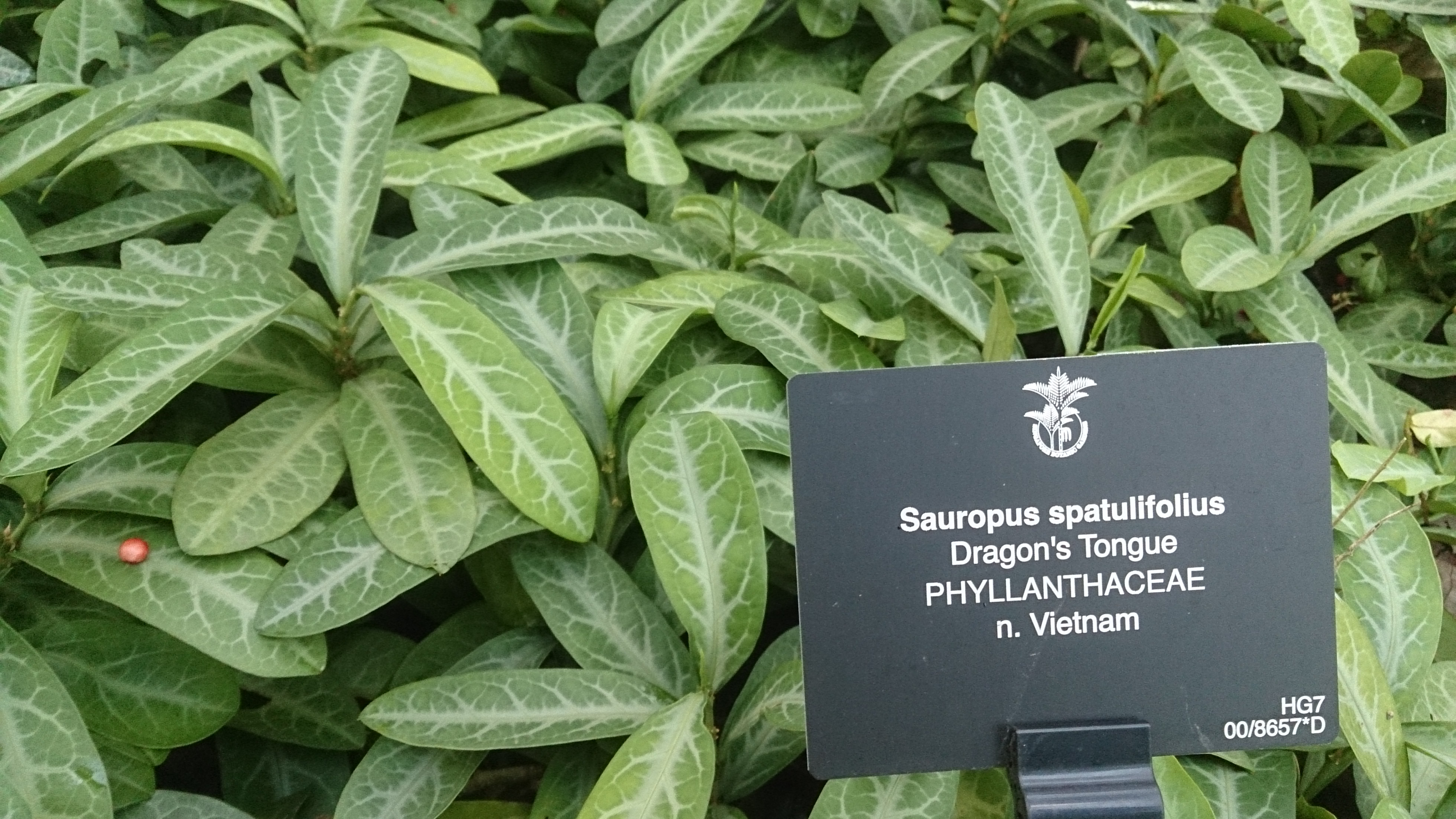
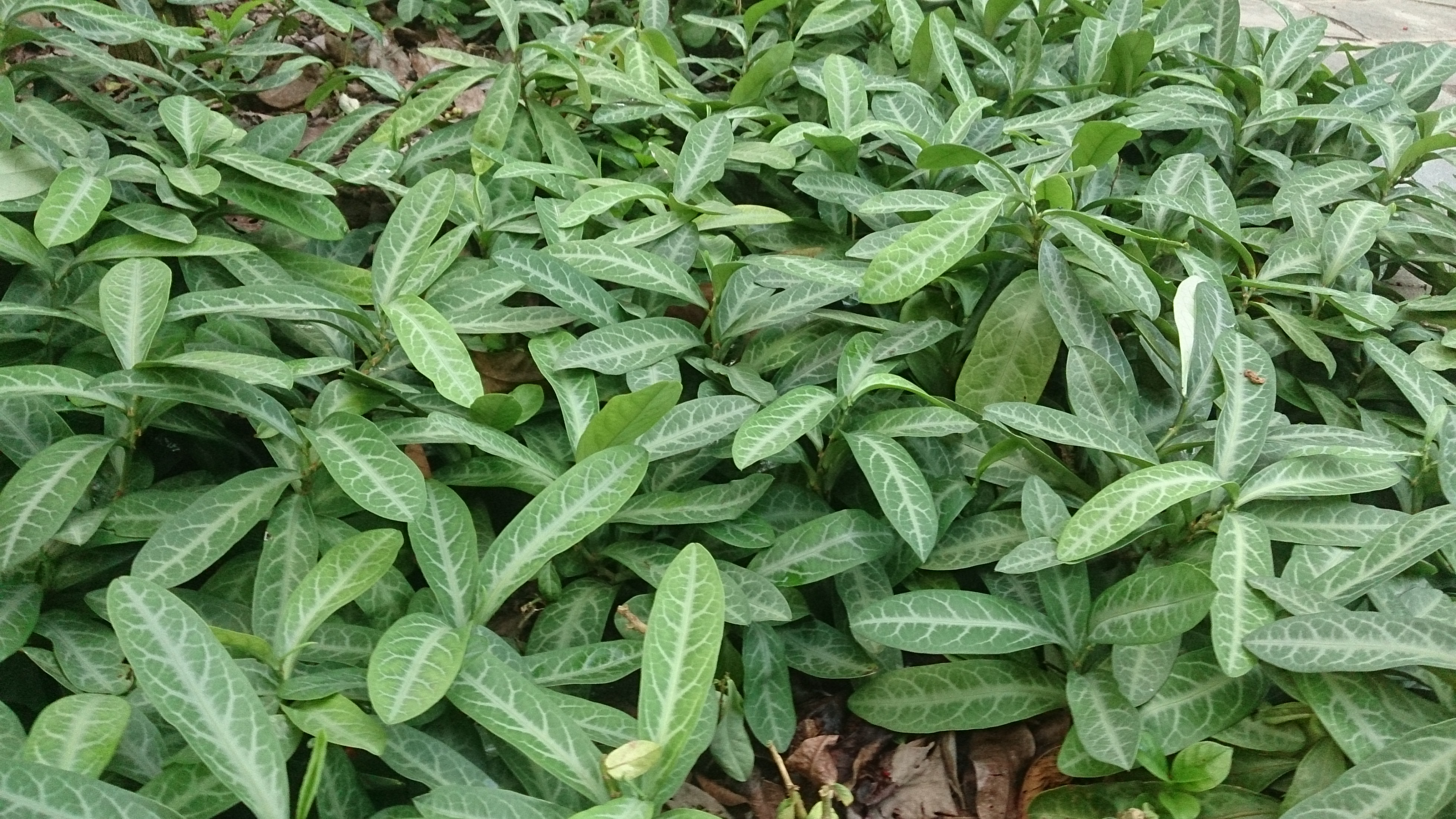